# Leptolejeunea vitrea
Leptolejeunea vitrea là một loài Rêu trong họ Lejeuneaceae. Loài này được (Nees) Schiffner mô tả khoa học đầu tiên năm 1893.